# Jaś Kapela
Jaś Kapela, właśc. Jan Kapela (ur. 22 marca 1984 w Warszawie) – polski aktywista lewicowy, freak fighter, poeta i pisarz, publicysta „Krytyki Politycznej”, zwycięzca pierwszego w historii polskiego slamu. Znany z kontrowersyjnych wypowiedzi i działań w życiu publicznym.

## Życiorys
Ukończył Zespół Społecznych Szkół Ogólnokształcących Bednarska oraz filologię polską na Uniwersytecie Jagiellońskim; tematem jego pracy magisterskiej była poezja kumpelska. Mieszkał w Warszawie. 15 marca 2003 r. w Starej ProchOFFni w Warszawie wygrał pierwszy w Polsce slam.
Od 2022 jest również freak fighterem, który toczy walki dla organizacji Prime Show MMA. Pięć walk stoczył na zasadach Pro MMA, z których jedną wygrał, a cztery przegrał oraz stoczył także dwie walki na zasadach niestandardowych, jedną przegrywając i jedną zwyciężając.
W 2025 roku ogłosił, że zamierza się skupić na pisaniu piosenek do musicalu o zakazie aborcji, na co otrzymał środki finansowe od Ministra Kultury i Dziedzictwa Narodowego. Decyzja o przyznaniu Kapeli stypendium wywołała oburzenie w środowiskach prawicowych m.in. partii Prawa i Sprawiedliwości. Swoją dezaprobatę wyraziła także minister edukacji Barbara Nowacka.

## Poglądy i kontrowersje
W 2018 roku deklarował się jako ateista i weganin. Kojarzony jest z kontrowersyjnych wypowiedzi dotyczących poglądów na temat polityki społecznej czy bieżących wydarzeń. Komentując pożar katedry Notre-Dame w Paryżu, nawoływał: „Nie gaście gówna, cud, że się pali”. 30 czerwca 2022 roku podczas programu „Zadyma” organizowanego przez federację Prime Show MMA, Jaś Kapela ujawnił widniejący na klatce piersiowej tatuaż „JP2GMD”, którego symbolika oznajmiała, że Jan Paweł II dopuszczał się czynów pedofilskich.
Niektóre z wypowiedzi Kapeli zostały uznane za ocierające się o prawne zniesławienie, np. dotyczące rzekomego zażywania narkotyków z Borysem Szycem, z których Kapela później się wycofywał. Sam Kapela swoje działania uzasadnia tym, że dla skuteczności poszukuje radykalnych metod. W 2021 roku Łukasz Sakowski nominował go na łamach swojego bloga do organizowanego przez siebie plebiscytu-antynagrody Biologiczna Bzdura Roku za stwierdzenie, że „wilki żywią się głównie roślinnie”. W 2023 został laureatem tej nagrody za stwierdzenie, że „koty to zwierzęta wegańskie”.

### Procesy sądowe
W 2015 roku w opublikowanym filmie „Mazurek Kapeli – Polacy witają uchodźców!” Kapela wraz z trzema innymi osobami wykonał hymn Polski z przerobionymi słowami:

Jeszcze Polska nie zginęła, kiedy my żyjemy, nasza bieda już minęła, migrantów przyjmiemy. Marsz, marsz, uchodźcy, z ziemi włoskiej do Polski, za naszym przewodem, łączcie się z narodem.

W 2016 roku Sąd Rejonowy w Wołominie uznał, że Kapela naruszył w ten sposób przepisy o godle, barwach i hymnie RP, zasądzając karę 1000 zł grzywny. Wyrok ten został podtrzymany w lutym 2018 przez Sąd Okręgowy Warszawa-Praga. Po kasacji wniesionej przez Rzecznika Praw Obywatelskich, 14 października 2019 r. Kapela został uniewinniony przez Sąd Najwyższy, który uznał, że nie znajduje „w sposobie, który został zaprezentowany przez Jana Kapelę, niczego nagannego”, cel, który przyświecał autorowi, „jak najbardziej zasługuje na aprobatę”, a jego działanie pozbawione było cech społecznej szkodliwości.

## Życie prywatne
Jest drugim dzieckiem aktywistki katolickiej Teresy Kapeli i Piotra Kapeli, magistra inżyniera budownictwa, byłego pracownika Politechniki Warszawskiej, współzałożyciela biura projektów i konstrukcji budowlanych. Ma czworo rodzeństwa.
Do 2021 roku był w związku z Hanną M. Zagulską. Mieszka w podwarszawskiej Zielonce.

## Twórczość

### Poezja
- 2005 – Reklama[3]
- 2007 – Życie na gorąco[3]
- 2017 – Modlitwy dla opornych[3]

### Proza
- 2008 – Stosunek seksualny nie istnieje[38], powieść[4]
- 2010 – Janusz Hrystus[39], powieść[4]
- 2011 – Jak odebrałem dzieci Terlikowskiemu (zbiór felietonów)[3]
- 2015 – Dobry troll[40], powieść[4]
- 2018 – Polskie mięso[41]
- 2019 – Warszawa wciąga. Tu byłem. Tu ćpałem. Tu piłem. Przewodnik po warszawskich klubach
- 2019 – Krótki kurs szpiegowania. Wokół literatury szpiegowskiej: przegląd technik i działań operacyjnych (rozmowa z Piotrem Niemczykiem)[42].
- 2021 – Odwaga[43], książka dla dzieci i młodzieży; współautorstwo z Hanną M. Zagulską.